# Emil Zeibig
Ernst Emil Georg Zeibig (* 10. September 1904 in Straßburg; † 8. Juli 1981 ebenda) war ein französischer Schwimmer.

## Karriere
Zeibig nahm 1924 erstmals an Olympischen Spielen teil. In Paris scheiterte er im Wettbewerb über 100 m Freistil als Vierter seines Vorlaufs an der Halbfinalqualifikation. In den Disziplinen 100 m Rücken und 4 × 200 m Freistil endete der Wettkampf nach Erreichen des Halbfinales. Vier Jahre später folgte seine zweite olympische Teilnahme. Bei den Spielen in Amsterdam konnte er sich nach dem Vorlauf über 100 m Rücken nicht für eine weitere Runde qualifizieren.
Auf nationaler Ebene hielt er im Jahr 1924 für einige Monate den nationalen Rekord über 50 m Freistil. Zwischen 1926 und 1929 konnte er vier französische Meistertitel über 100 m Rücken erringen.